# Gran Concepción

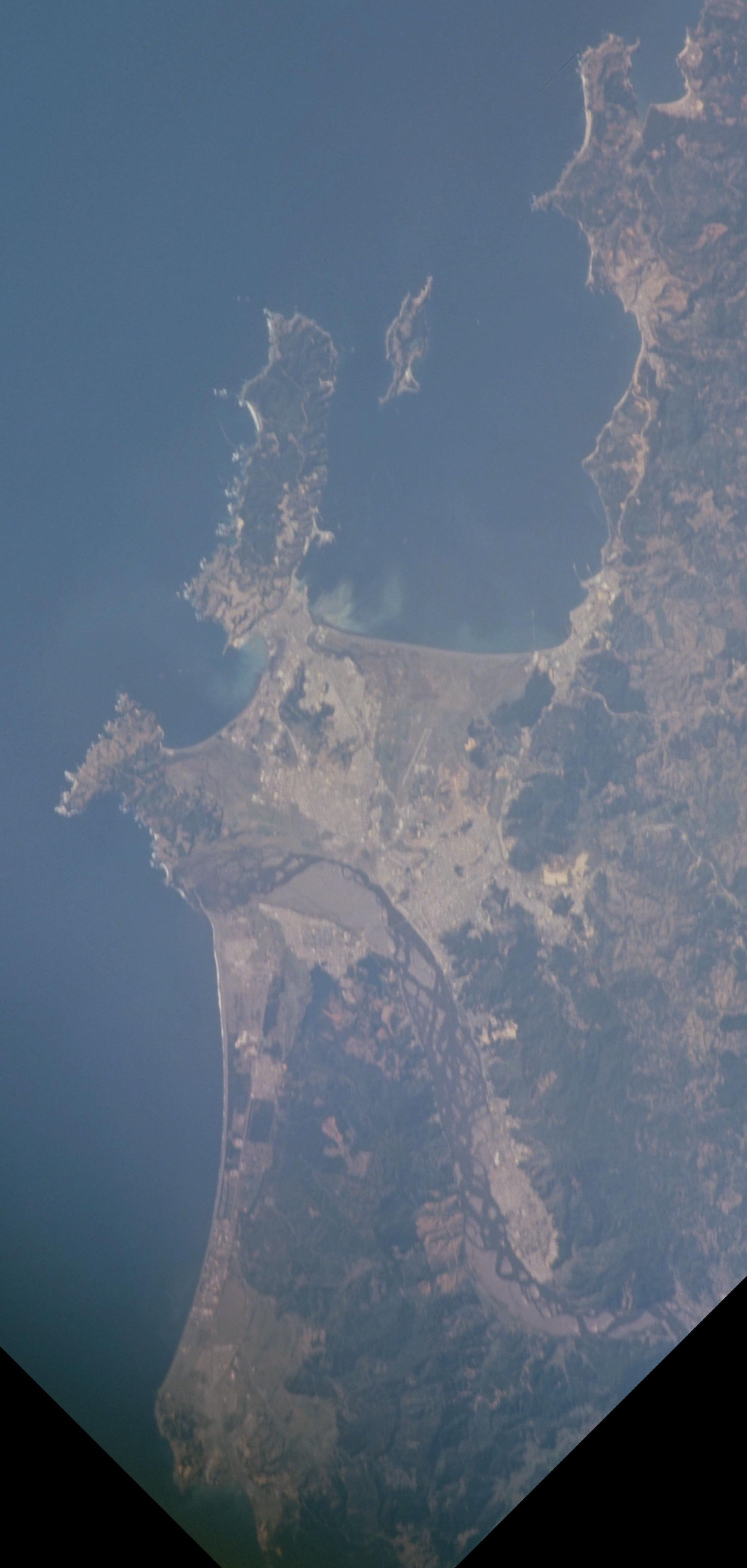
Imagen satelital del Gran Concepción

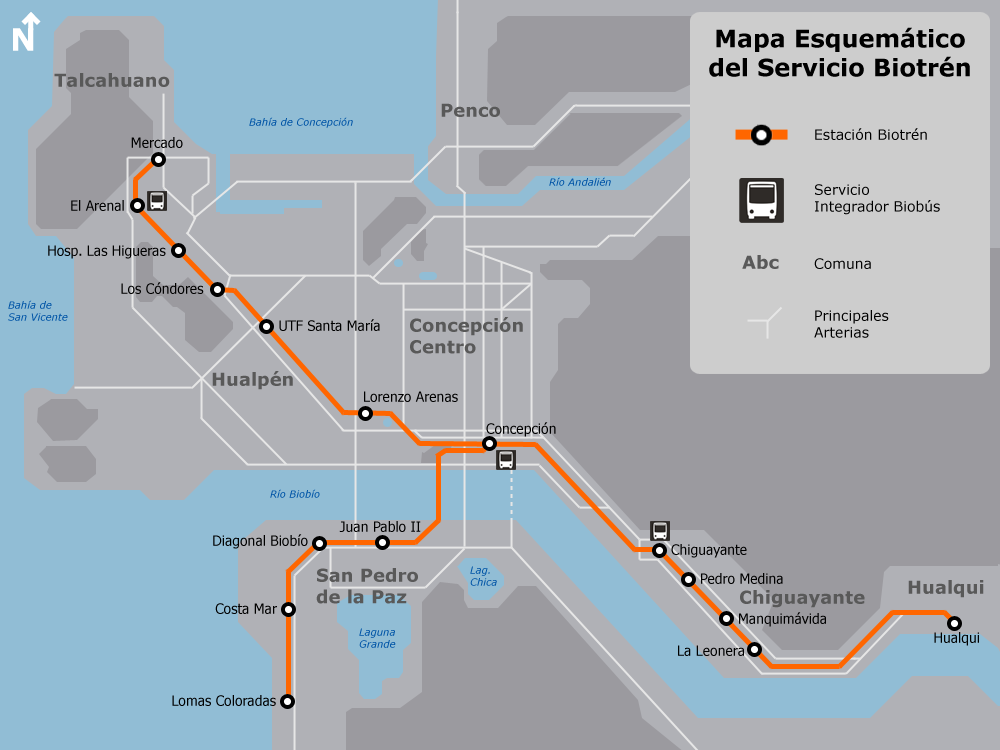
Mapa del Treno del Gran Concepción (Biotrén).

Gran Concepción, in passato chiamata Intercomuna Concepción-Talcahuano, è un'area metropolitana cilena che comprende le aree urbane contigue dei comuni di Concepción, Chiguayante, Penco, San Pedro de la Paz, Hualpén e Talcahuano, nella Provincia di Concepción, nella Regione del Bío Bío. La popolazione di Gran Concepción, secondo i dati del censimento del 2002, è di 666.381 abitanti, che, in base alla proiezione dell'INE per l'anno 2008 raggiungerebbe i 740.936 abitanti.
I comuni di Coronel, Tomé, Lota e Hualqui, non sono considerati come parte dell'area metropolitana di Gran Concepción, la cui popolazione stimata, altrimenti, nel 2008 raggiungerebbe i 972.741 abitanti, diventando il secondo più popoloso agglomerato urbano del Cile. Il centro di quest'area metropolitana è il comune di Concepción.

## Nome degli abitanti
Il nome degli abitanti che è stato coniato con il tempo è pencopolitano. Derivato dalla fusione di penquista (il nome degli abitante di Concepción) e metropolitano. Sebbene vi sia un'altra versione, secondo la quale il nome deriverebbe dell'università che ha avuto la Compagnia di Gesù nella città di Concepción, tra il 1724 e il 1767, che era conosciuta come Università Pencopolitana.

## Storia
Gran Concepción si è formata durante l'ultimo quarto del XX secolo, con l'unione delle città di Concepción e Talcahuano. In precedenza erano due città distinte, entrambe in crescita, con dinamiche diverse, grazie alle loro attività produttive e ai fenomeni migratori. Nell'ultima parte del XX secolo, e nei primi anni del 2000, il comune di Penco è stato integrato nell'area metropolitana di Gran Concepción. Alcuni degli importanti fattori di crescita urbana di Concepción e Talcahuano, sono:
- La nascita di imprese di pesca negli anni ottanta e agli inizi del anni novanta, insieme con l'aumento delle attività portuali, che ha portato ad un massiccio movimento dei lavoratori e delle loro famiglie.
- La presenza di uno sviluppo industriale, soprattutto nel Quartiere industriale di Talcahuano, che rende questo agglomerato urbano uno dei principali centri industriali del Paese.
- La presenza di importanti università come l'Università di Concepción, l'Università Tecnica dello Stato (ora, Università del Biobío), l'Università Tecnica Federico Santa Maria e l'Università Cattolica della Santissima Concezione), che ha portato ad un trasferimento di studenti della zona, alcuni dei quali sono rimasti in questo settore.

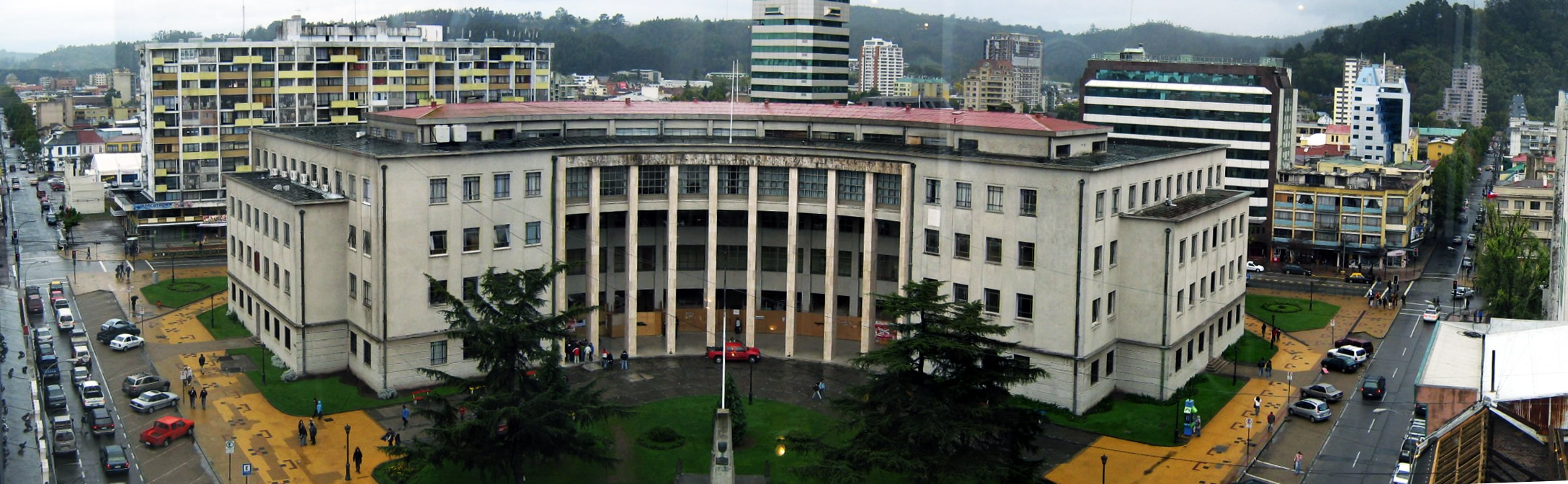
Palazzo dei Tribunali di Giustizia

### Educazione

#### Università
- Universidad de Concepción (Concepción)
- Universidad del Bío-Bío (Concepción)
- Universidad Católica De La Santísima Concepción (Cile)
- Universidad Técnica Federico Santa María (Hualpén)
- Universidad de Los Lagos (Concepción)
- Universidad del Desarrollo (Concepción)
- Universidad San Sebastián (Concepción)
- Universidad Andrés Bello (Talcahuano)
- Universidad Santo Tomás (Concepción)
- Universidad Tecnológica de Chile (Talcahuano)
- Universidad de las Américas (Concepción)
- Universidad La República (Concepción)
- Universidad ARCIS (Concepción)
- Universidad Bolivariana (Concepción)
- Universidad de Pedro de Valdivia (Concepción)
- Universidad del Pacífico (Concepción)

#### Istituto
- Instituto Profesional INACAP (Talcahuano)
- Instituto Profesional DuocUC (Concepción)
- Instituto Profesional Santo Tomás (Concepción)
- Instituto Profesional AIEP (Concepción)
- Instituto Profesional Providencia (Concepción)
- Instituto de Estudios Bancarios Guillermo Subercaseaux (Concepción)
- Instituto Profesional Virginio Gómez (Concepción)
- Instituto Profesional Diego Portales (Concepción)
- Instituto Tecnológico UCSC (Talcahuano)
- Instituto Profesional La Araucana (Concepción)
- Instituto Profesional Valle Central (Concepción)